# Житомирський військовий інститут імені С. П. Корольова
50°17′6″ пн. ш. 28°36′54″ сх. д. / 50.28500° пн. ш. 28.61500° сх. д.
Жито́мирський військо́вий інститу́т і́мені С. П. Корольо́ва — державний вищий навчальний заклад ІІІ рівня акредитації. Утворений у 1919 році як навчальний заклад, що готує фахівців протиповітряної оборони. На сьогоднішній день (2020 рік) готує, як військових, так і цивільних фахівців у галузях радіотехніки, системної інженерії, інформаційної та кібернетичної безпеки тощо. Інститут має велику наукову школу, досліджує та розробляє роботизовані системи військового призначення. Має досвід участі в бойових діях (серед цього й — на Сході України).

## Історія
Попередником навчального закладу можна вважати перші у світі курси протиповітряної оборони, створені 8 грудня 1914 року, які очолив начальник Офіцерської електротехнічної школи (місто Петроград) генерал-майор Георгій Бурман і керував ними під час Першої світової війни.
Але після жовтневого перевороту 1917 року курси припинили своє існування, наступності підготовки фахівців протиповітряної оборони не відбулося.
У лютому 1918 року в РСЧА  почались заходи зі створення (відтворення) зенітної артилерії та системи підготовки кадрів до неї. В червні 1918 року в Петрограді було створено Управління завідувача з формування зенітних батарей. У листопаді того ж року Управління було переведено до Калуги.
З метою якісної організації та систематичного навчання комскладу протилітакових батарей 13 лютого 1919 року завідувач формуванням зенітних батарей РСЧА Б.П.Ненашев наказом № 34 встановив: «...нова справа боротьби з повітряним флотом настійно вимагає грунтовної розробки і передачі досягнутих результатів всім зенітникам. З цією метою і наказую організувати при ввіреному мені управлінні школу стрільби по повітряному флоту, як орган, що розробляє всі галузі зенітної справи, так і навчає командний склад формованих батарей. Заняття розпочати 18-го цього лютого"».
У травні 1919 року Управління було переведено до Нижнього Новгорода. У наказі № 364 від 7 грудня 1919 року новий завідувач формуванням А.Н.Вукотич зажадав: «8-го цього грудня відновити заняття з командним складом управління, перервані через відсутність приміщення, а також приступити до навчання стрільбі колишніх феєрверкерів, що складаються в наявності в змінному складі управління і в 4-й батареї».
З 8 грудня 1919 року в школі стрільби по повітряному флоту почалися заняття, які йдуть практично безперервно до теперішнього часу, незважаючи на проведені передислокації і реорганізації навчальних закладів, зміни профілю підготовки і контингенту навчаємих.
З 1919 до 1934 року це був єдиний в країні військово-навчальний заклад протиповітряної оборони. До війни після Нижнього Новгорода послідовно базувався:
- у селищі "20-а верста" (зараз - в межах міста Одинцово) з 1 жовтня 1921 - зенітне відділення Повторної артшколи середнього комскладу артилерії особливого призначення Республіки;[4]
- у Москві (казарми ім. Троцького) з 1 жовтня 1922 — два зенітних відділення Повторної школи середнього комскладу і підготовки молодшого комскладу і фахівців частин артилерії особливого призначення;[5]
- у Петрограді (Ленінграді) з 1 жовтня 1923 — Повторна школа середнього командного складу зенітної артилерії особого призначення при Управлінні начальника зенітної артилерії особливого призначення[6];
- у Севастополі з 1 жовтня 1924 — Спеціальна школа старшого та середнього командного складу зенітної артилерії; з 1 листопада того ж року — Курси удосконалення командного складу зенітної артилерії РСЧА; з 1 жовтня 1927 року — Школа зенітної артилерії РСЧА; з 16 березня 1937 року — Севастопольське училище зенітної артилерії РСЧА (СУЗА)[7].

У серпні 1941 року училище було евакуйовано спочатку до Петровська, потім — до Уфи. Після завершення війни інститут був переведений до Житомира (1946). 1947 року навчальний заклад отримав нову назву — Житомирське Червонопрапорне зенітно-артилерійське училище.
З 31 січня 1968 року училище було переведено в розряд вищих та отримало назву Житомирське вище ракетне командне Червонопрапорне училище ППО. 1973 року училище отримало почесне найменування, отримавши ім'я Ленінського комсомолу. 15 листопада 1979 училище було нагороджено орденом Жовтневої Революції.
У 1996–1997 роках навчальний заклад мав статус військового факультету радіоелектроніки при Житомирському інженерно-технологічному інституті, після чого знову став окремим вищим військовим навчальним закладом. 1999 року інституту було надано ім'я Сергія Павловича Корольова.
2007 року інститут увійшов до складу Національного авіаційного університету, а з 2013 — у складі Державного університету телекомунікацій.
Відповідно до постанови Кабінету Міністрів України від 30 січня 2015 року № 94 інститут було виключено зі складу Державного університету телекомунікацій та він став самостійним вищим навчальним закладом.
У травні 2025 року інститут з вісьмома іншими українськими вищими військовими навчальними закладами було включено до мережі Європейського коледжу безпеки та оборони (ESDC).

## Освітня діяльність

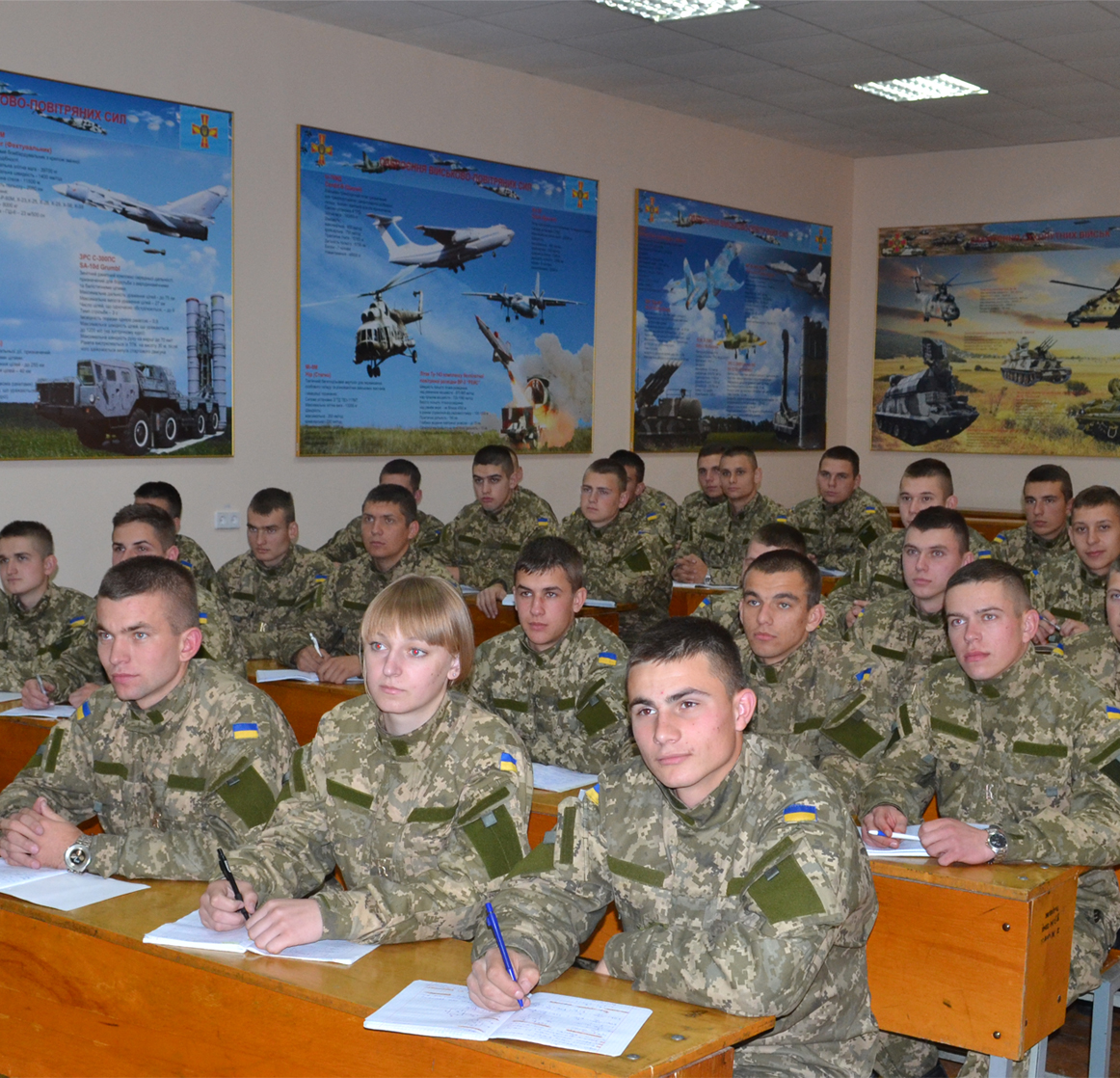
Заняття у інституті

Військовий інститут здійснює підготовку фахівців та наукові дослідження у таких галузях знань:
- автоматика та управління;
- радіотехніка;
- радіоелектронні апарати та зв'язок;
- електротехніка та електромеханіка;
- інформаційна безпека;
- інформаційні технології.

Серед професорсько-викладацького складу військового інституту 16 % докторів наук та професорів, 65 % кандидатів наук, доцентів і старших наукових співробітників. Окрім того інститут має у своєму складі заслужених працівників освіти України, заслужених діячів науки і техніки України, лауреатів Державної премії України в галузі науки і техніки, заслужених тренерів України, заслужених раціоналізаторів України.

## Наукова та науково-технічна діяльність

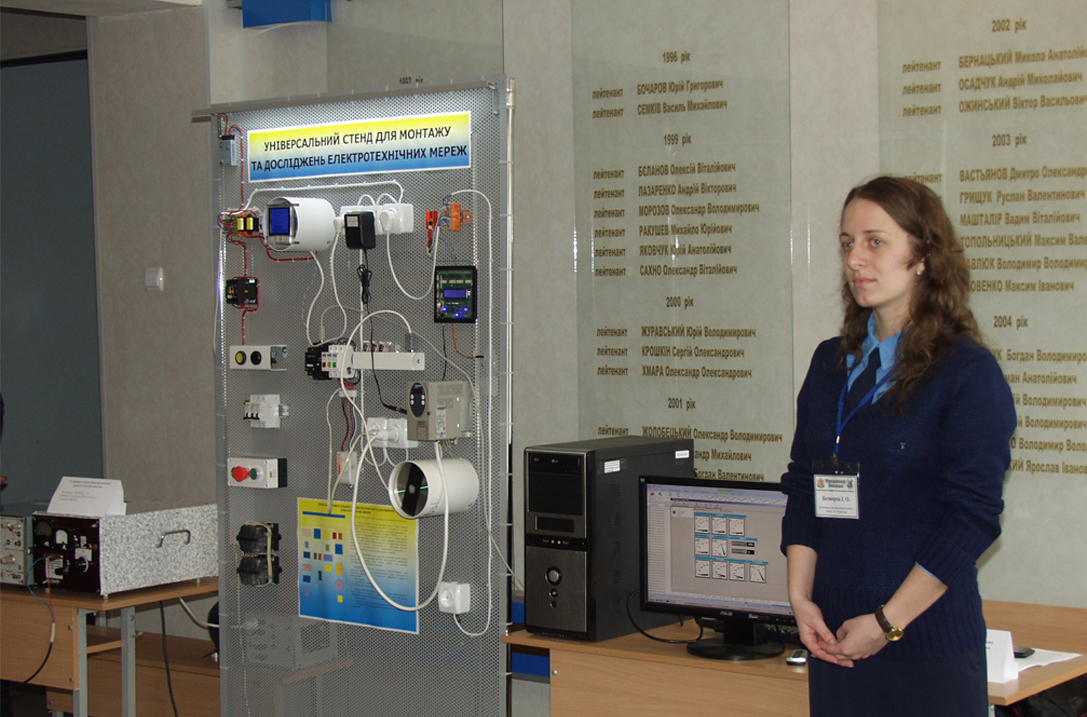

В інституті активно проводяться пошукові та прикладні наукові дослідження з проблем створення, випробування, бойового застосування, експлуатації, модернізації високотехнологічних систем і засобів озброєння та військової техніки.
Курсанти і студенти беруть участь у всеукраїнських та міжнародних конкурсах, тематичних олімпіадах. В інституті діє спеціалізована вчена рада із захисту дисертацій. Видається фаховий збірник наукових праць. Регулярно проводяться науково-практичні конференції.
Розроблений та створений в інституті діючий макет Центру кібернетичної безпеки використовувався для забезпечення безпеки проведення Чемпіонату Європи з футболу 2012 року. Макет Комплексу оперативного управління силами та засобами у кризових ситуаціях застосовувався під час військових навчань і тренувань.

## Матеріально-технічна база

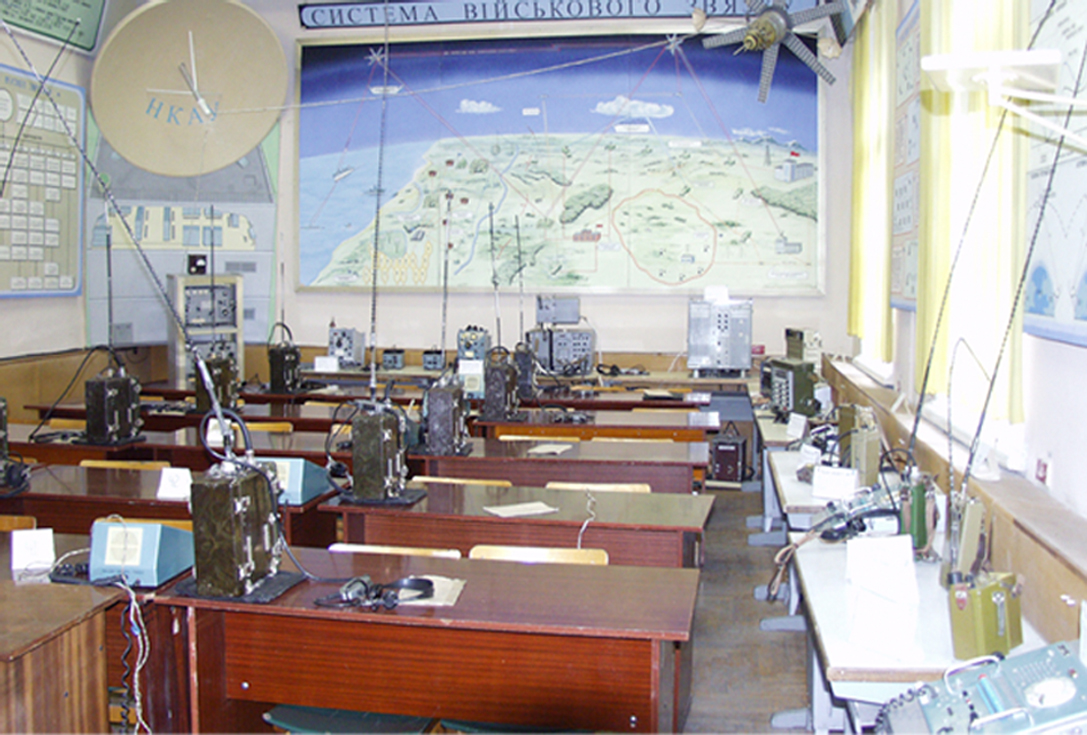

Загальна площа навчальних приміщень військового інституту становить понад 28 тисяч м2. Аудиторний фонд інституту складається з 6 навчальних корпусів, де обладнано 22 лекційні аудиторії, 39 спеціальні класи, 58 лабораторій, 5 навчальних командних пунктів, 40 класів загального призначення тощо.
Для забезпечення практичної підготовки курсантів і студентів на кафедрах військового інституту створено 8 навчально-лабораторних комплексів та лабораторій, розгорнуто понад 70 класних варіантів комплексів озброєння та військової техніки, обладнано 3 майданчики військової техніки на рухомій базі, розгорнутий значний парк обчислювальної техніки, що включає 23 сучасних спеціалізованих комп'ютерних класів.
Навчально-виховний процес забезпечують 2 бібліотеки. Книжковий фонд загальної бібліотеки налічує близько 300 тисяч примірників.
У військовому інституті діє спортивний комплекс з басейном. У розпорядженні курсантів та студентів є стадіон, 3 спортивних зали, 5 спортивних майданчиків, стрілецький тир, полігонна база.

## Міжнародне співробітництво

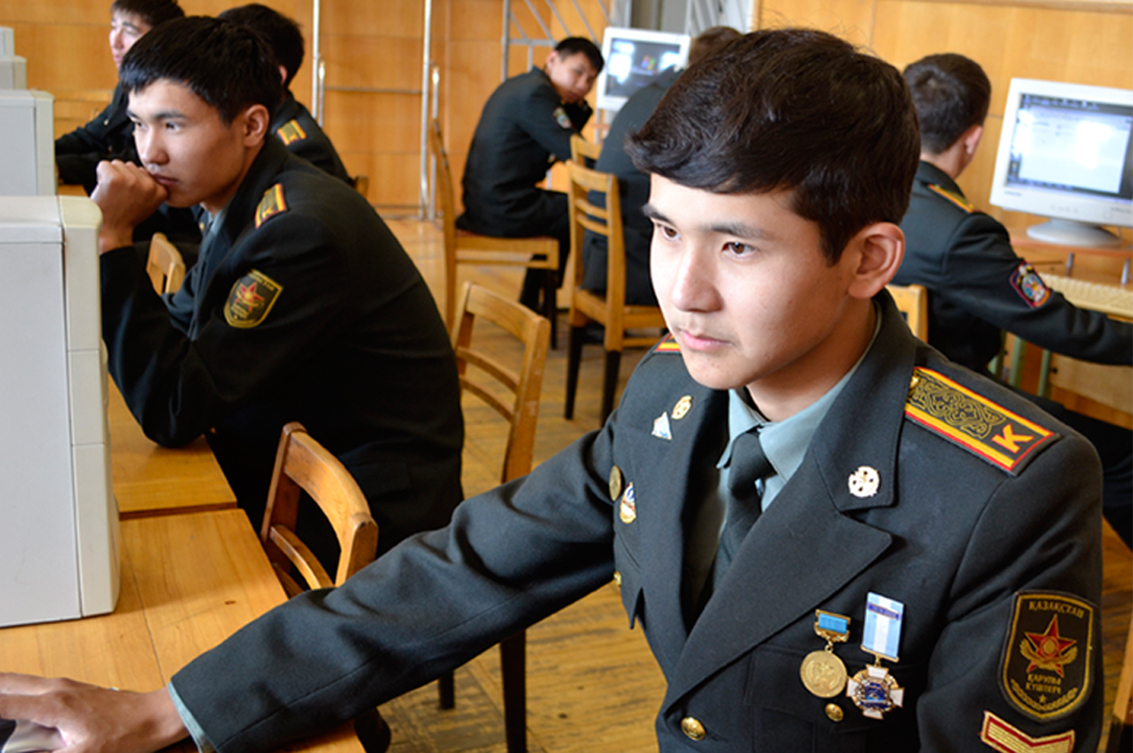
Курсанти Республіки Казахстан, які навчаються у військовому інституті

Військовий інститут активно бере участь у програмах міжнародного співробітництва з питань підготовки, перепідготовки та підвищення кваліфікації іноземних військових фахівців.
Наукові та науково-педагогічні працівники військового інституту беруть участь у міжнародних наукових та науково-практичних конференціях, публікують результати наукових досліджень у закордонних виданнях.

## Спорт
Військовий інститут має:
- критий басейн з доріжками довжиною 25 метрів,
- футбольне поле з біговими доріжками,
- смуга перешкод,
- ігровий зал,
- зали для занять з рукопашного бою,
- гімнастичні зали,
- тренажерні зали,
- зали для занять з аеробіки, гирьового спорту, армспорту,
- 6 майданчиків для занять з рукопашного бою, волейболу, баскетболу, міні-футболу,
- 5 гімнастичних майданчиків з багатосекційними гімнастичними спорудами.

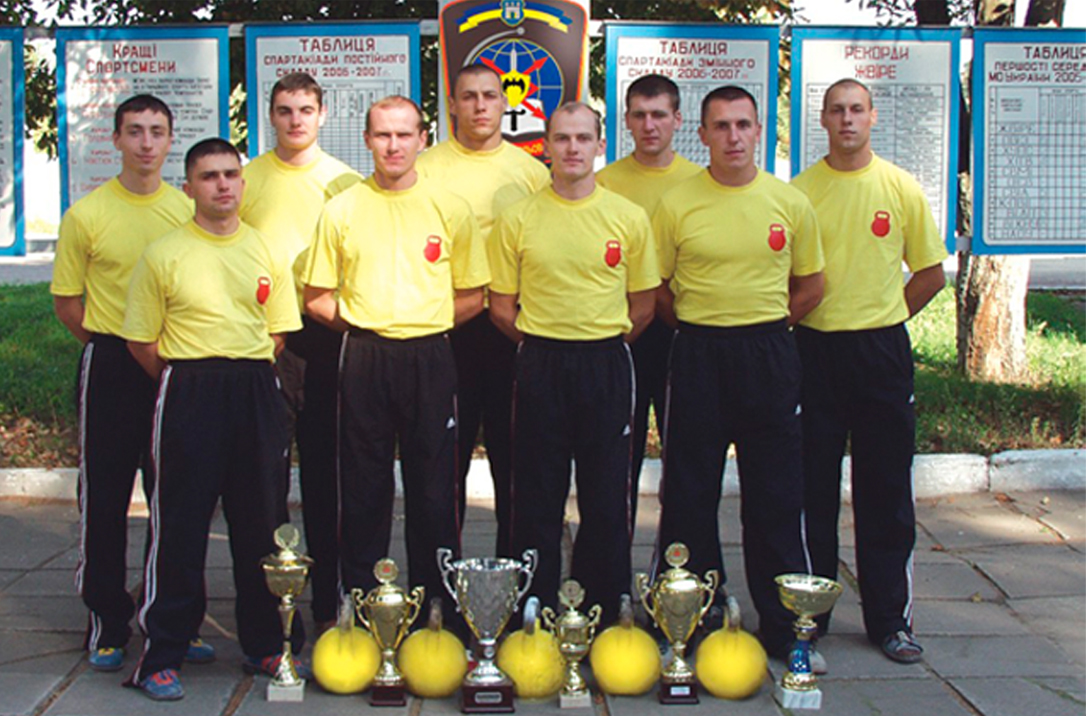
Збірна команда інституту з гирьового спорту

В інституті діють різноманітні спортивні секції:
- рукопашного бою,
- гирьового спорту,
- багатоборства військово-спортивного комплексу,
- офіцерського триборства,
- армспорту,
- стрільби із штатної зброї,
- легкої атлетики,
- шахів,
- настільного тенісу,
- паверліфтингу,
- силового жонглювання,
- міні-футболу,
- волейболу,
- баскетболу,
- аеробіки тощо.

Найкращі спортсмени інституту беруть участь у чемпіонатах світу, України, Збройних Сил України, чемпіонатах та універсіадах Житомирщини. За останні роки в інституті підготовлено 2 заслужених майстри спорту України, 5 майстрів спорту міжнародного класу, 62 майстри спорту України. Переможцями та призерами чемпіонатів України є 38 спортсменів, чемпіонатів світу — 12. Спортсмени інституту виборюють перші місця на чемпіонатах із шахів, рукопашного бою тощо.
2002 року було започатковано та щорічно проводиться Міжнародний турнір з гирьового спорту на честь академіка Корольова.

## Структура інституту

### Факультети
- Факультет радіоелектронних систем спеціального призначення
- Факультет геоінформаційних і космічних систем
- Факультет інформаційних і телекомунікаційних систем
- Факультет підготовки за програмою офіцерів запасу

### Центри
- Науковий центр[32]
- Обчислювальний центр
- Навчально-методичний центр з охорони праці Міністерства оборони України
- Центр високотехнологічної творчості молоді

### Загальноінститутські кафедри
- Кафедра фізичного виховання, спеціальної фізичної підготовки і спорту
- Кафедра іноземних мов

### Курси та школи
- Курси іноземних мов
- Курси перепідготовки та підвищення кваліфікації
- Школа військово-патріотичного виховання молоді «Поліська гвардія»

## Керівники навчального закладу
| Фото | Фото | Військове звання        | Керівник            | Роки на посаді |
| ---- | ---- | ----------------------- | ------------------- | -------------- |
| 1    |      | без звання              | Борис Коломенський  | 1920-1921      |
| 2    |      | без звання              | Олександр Мамонтов  | 1921-1922      |
| 3    |      | без звання              | Ніл Чудотворцев     | 1922-1924      |
| 4    |      | без звання              | Микола Виноградов   | 1924-1926      |
| 5    |      | без звання              | Олександр Вукотич   | 1927-1931      |
| 6    |      | без звання              | Михайло Семенов     | 1931-1934      |
| 7    |      | комбриг                 | Микола Рачинський   | 1934-1936      |
| 8    |      | полковник               | Павло Абросімов     | 1936-1939      |
| 9    |      | полковник               | Іван Морозов        | 1939-1942      |
| 10   |      | полковник               | Георгій Кирш        | 1942           |
| 11   |      | полковник               | Михайло Рерле       | 1942-1944      |
| 12   |      | полковник               | Михайло Кудряшов    | 1944-1945      |
| 13   |      | генерал-майор артилерії | Михайло Рибаков     | 1945-1947      |
| 14   |      | генерал-майор артилерії | Гліб Десницький     | 1947-1954      |
| 15   |      | генерал-майор артилерії | Микола Грабовський  | 1954-1960      |
| 16   |      | генерал-майор артилерії | Петро Харчиков      | 1960-1966      |
| 17   |      | генерал-майор артилерії | Євген Полуектов     | 1966-1977      |
| 18   |      | генерал-майор артилерії | Валентин Кузіков    | 1977-1980      |
| 19   |      | генерал-майор артилерії | Геннадій Воротников | 1980-1982      |
| 20   |      | генерал-майор артилерії | Борис Бондарев      | 1982-1992      |
| 21   |      | генерал-майор           | Дмитро П'ясковський | 1992-2003      |
| 22   |      | генерал-майор           | Михайло Пічугін     | 2004-2010      |
| 23   |      | генерал-майор           | Юрій Даник          | 2011-2016      |
| 24   |      | генерал-майор           | Олександр Левченко  | від 2016       |

25 полковник Слюсаренко Андрій Віталійович

## Відомі випускники
- Микола Воробйов [Архівовано 7 квітня 2012 у WebCite] (1916–1956) — майор, Герой Радянського Союзу (14.06.1942), командир 365-ї зенітної батареї 110-го зенітного артилерійського полку протиповітряної оборони Берегової оборони Чорноморського флоту  (був позбавлений всіх нагород 13.07.1954)
- Іван П'янзін [Архівовано 27 липня 2020 у Wayback Machine.] (1919–1942) — старший лейтенант, Герой Радянського Союзу (24.07.1942 - посмертно), командир 365-ї батареї 110-го зенітного артилерійського полку ППО Берегової оборони Чорноморського флоту
- Іван Горбенко (1919–1944) — капитан, Герой Радянського Союзу (24.03.1945 - посмертно), командир 743-го окремого винищувального протитанкового артилерійського дивізіону 43-ї армії (1-й Прибалтійський фронт)
- Лука Мерешко [Архівовано 27 липня 2020 у Wayback Machine.] (1914–1972) — старший лейтенант, Герой Радянського Союзу (24.03.1945), командир батареї 1354-го зенітного артилерійського полку 27-ї зенітної дивізії резерву головного командування, кандидат сільськогосподарських наук
- Іван Бєдін [Архівовано 29 червня 2012 у WebCite] (1906–1975) — полковник, Герой Радянського Союзу (10.04.1945), командир 1372-го зенітного артилерійського Ченстоховського полку (29-а зенитно-артилерійська Першотравнева Червонопрапорна дивізія, 5-а гвардійска армія, 1-й Український фронт)
- Іван Єгоров [Архівовано 4 серпня 2012 у WebCite] (1908–1973) — полковник, Герой Радянського Союзу (31.05.1945), командир 303-го гвардійського зенітного артилерійського полку 2-ї гвардійської зенітної артилерійської дивізії 5-ї ударної армії 1-го Білоруського фронту
- Костянтин Попов [Архівовано 27 липня 2020 у Wayback Machine.] (1926-2015) — полковник, Герой Радянського Союзу (26.08.1970), командир зенітно-ракетного дивізіону 18-ї особливої зенітно-ракетної дивізії
- Іван Туркенич [Архівовано 26 липня 2020 у Wayback Machine.] (1920–1944) — капитан, Герой Радянського Союзу (5.05.1990 — посмертно), командир підпільної комсомольської організації Молода гвардія в місті Краснодон
- Ігор Шифрін [Архівовано 16 лютого 2018 у Wayback Machine.] (1952-2002) - генерал-лейтенант, Герой Російської Федерації, (26.11.2002 - посмертно), начальник Військового експлуатаційно-відновлювального управління зв'язку Федеральної служби спеціального будівництва Російської Федерації
- Сергій Штеменко (1907–1976) — генерал армії, начальник Генерального штабу (1948—1952), начальник Головного розвідувального управління (1956 −1957), 1977 року його ім'я було надано Краснодарському вищому військовому училищу
- Валентин Пеньковський (1904–1969) — генерал армії, заступник Міністра оборони СРСР з бойової підготовки
- Гаврило Зашихін (1898–1950) — генерал-полковник артилерії, командувач військ Південно-Західного округу ППО (Українська РСР)
- Григорій Орел (1904–1974) — генерал-полковник танкових військ, заступник командувача з бойової підготовки - начальник управління бойової підготовки Закавказького військового округу
- Василь Окунєв (1920-1995) - генерал-полковник артилерії, перший заступник Головнокомандувача Військами ППО СРСР
- Микола Чукарін (1934-2014) - генерал-полковник артилерії, заступник Головнокомандувача Військами ППО СРСР з бойової підготовки
- Василь Бахирєв (1901-1979) — генерал-лейтенант артилерії, начальник військ ППО Закавказького військового округу
- Володимир Мартинюк-Максимчук (1902-1988) - генерал-лейтенант артилерії, 1-й заступник командувача військами Бакинського округу ППО
- Микола Марков (1902-1988) - генерал-лейтенант артилерії, командувач військами Ленінградського району ППО
- Іван Баришполець (1916-1976) - генерал-лейтенант, начальник Управління РТЦ-81 (радянського об'єднання протиракетної оборони)
- Микола Карташов (1945) - генерал-лейтенант, командир 9 окремого корпусу ПРО (СРСР, Росія)
- Анатолій Шишкін (1952-2013) - генерал-лейтенант, заступник командувача російськими Космічними військами, кандидат технічних наук
- Сергій Курушкін (1952) - генерал-лейтенант, командувач російським об'єднанням ракетно-космічної оборони, кандидат військових наук
- Дмитро Уманець (1948) — генерал-лейтенант, головний інспектор військ ППО Головної інспекції МО України, кандидат військових наук[33]
- Володимир Ляпоров [Архівовано 23 квітня 2021 у Wayback Machine.] (1960) - генерал-лейтенант, начальник Військової академії повітряно-космічної оборони (м. Твер, Росія), кандидат технічних наук
- Олег Фролов [Архівовано 30 серпня 2020 у Wayback Machine.] (1962) - генерал-лейтенант, начальник Військово-космічної академії ім. А. Ф. Можайського (м. Санкт-Петербург, Росія), доктор військових наук, професор
- Гліб Десницький (1904-1975) - генерал-майор артилерії, начальник ЖКЗАУ (1947-1954)
- Микола Грабовський - генерал-майор артилерії, начальник Житомирського Червонопрапорного радіотехничного училища Військ ППО країни
- Юрій Даник (1964) - генерал-майор, начальник Житомирського військового інституту імені С.П.Корольова, доктор технічних наук, професор, заслужений діяч науки і техніки України, лауреат Державної премії України в галузі науки і техніки
- Євген Гороховський (1967) - генерал-майор, начальник Тилу Збройних Сил України (2010-2013), з 2020 року - начальник штабу - заступник командувача Сил логістики ЗСУ
- Сергій Смирнов (1915–1976) — радянський письменник, історик, диктор радіо й телебачення, громадський діяч. Лауреат Ленінської премії (1965)
- Сергій Вікулов (1922–2006) — радянський поет
- Едуард Фельдблюм - підполковник, будучи старшим лейтенантом офіцером наведення у складі бойового розрахунку 2-го зенітно-ракетного дивізіону 57-ї зенітно-ракетної бригади 1 травня 1960 року в районі міста Свердловська знищив висотний літак-розвідник Lockheed U-2, що здійснював розвідувальний політ над територією СРСР. Нагороджений орденом Червоної Зірки.

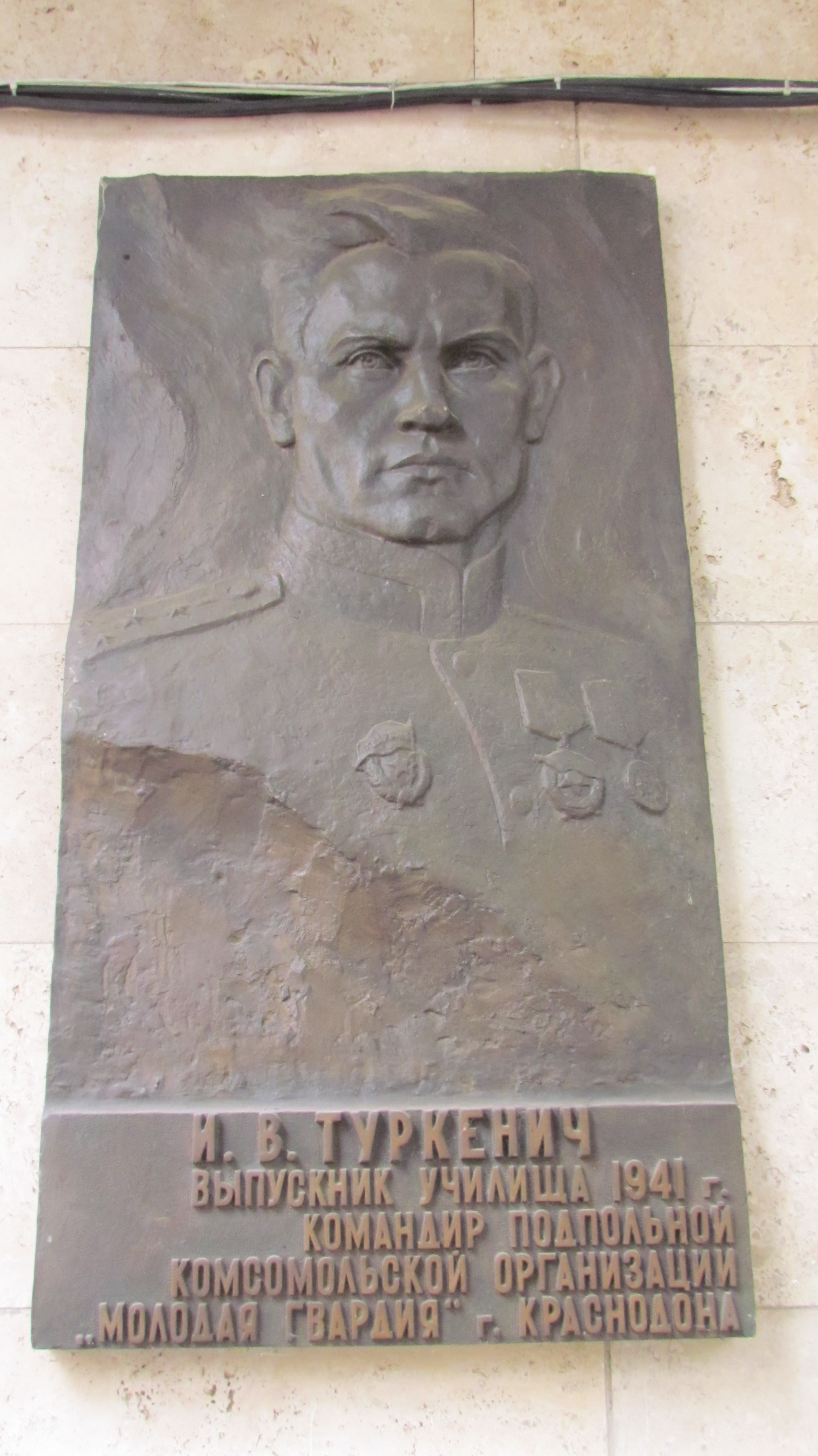
Пам'ятна дошка на честь Івана Туркенича на території військового інституту
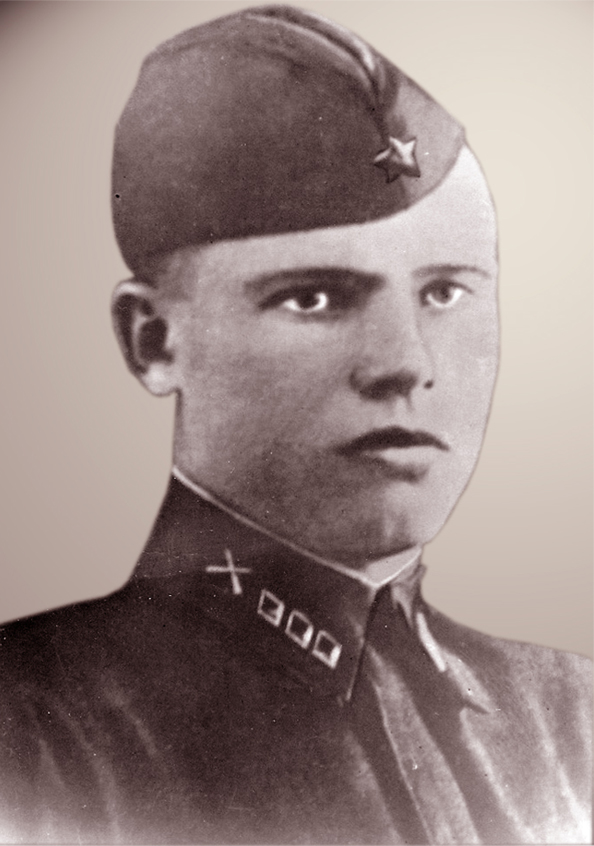
Старший лейтенант Іван П'янзін

## Нагороди
- Орден Червоного Прапора (1944)
- Орден Жовтневої Революції (1979)